# Heidi Dalton
Heidi Dalton (* 21. März 1995 in Richardsbaai) ist eine ehemalige südafrikanische Radrennfahrerin.

## Sportliche Laufbahn
Heidi Dalton stammt aus einer radsportbegeisterten Familie; ihr Vater besitzt zwei Fahrradläden. Ihr erstes Rennen fuhr sie im Alter von acht Jahren. Schon als Jugendliche und Juniorin errang sie mehrere nationale Titel.
2013 errang Dalton zwei afrikanische Junioren-Titel, im Einzel- wie im Mannschaftszeitfahren (mit Andri Coetzee, Monique Gerber und Mikayla Olivier). Im Jahr darauf startete sie bei den Commonwealth Games in Glasgow; die Straßenrennen beendete sie nicht, im Einzelzeitfahren belegte sie Rang 20. 2015 wurde sie Afrikameisterin der Elite im Mannschaftszeitfahren, mit Lise Olivier, An-Li Kachelhoffer und Ashleigh Moolman-Pasio, im Einzelzeitfahren wurde sie Vize-Meisterin. Eine weitere Silbermedaille errang sie 2015 bei den Afrikaspielen, ebenfalls im Mannschaftszeitfahren (mit Zanele Tshoko, Catherine Colyn und Lise Olivier).
2017 wurde Heidi Dalton südafrikanische Meisterin im Straßenrennen der Elite und der U23 sowie im Einzelzeitfahren der U23. Im Jahr darauf beendete sie ihre Radsportlaufbahn.

## Erfolge
2010
- Südafrikanische Jugend-Meisterin – Einzelzeitfahren

2012
- Südafrikanische Junioren-Meisterin – Straßenrennen, Einzelzeitfahren

2013
- Afrikanische Junioren-Meisterin – Einzelzeitfahren, Mannschaftszeitfahren (mit Andri Coetzee, Monique Gerber und Mikayla Olivier)
- Südafrikanische Junioren-Meisterin – Straßenrennen, Einzelzeitfahren

2015
- Afrikaspiele – Mannschaftszeitfahren (mit Zanele Tshoko, Catherine Colyn und Lise Olivier)
- Afrikameisterin – Mannschaftszeitfahren (mit Lise Olivier, An-Li Kachelhoffer und Ashleigh Moolman-Pasio)
- Afrikameisterschaft – Einzelzeitfahren

2017
- Südafrikanische Meisterin (Elite und U23) – Straßenrennen
- Südafrikanische Meisterin (U23) – Einzelzeitfahren

## Teams
- 2014 Lotto Belisol Ladies
- 2016 Bizkaia-Durango
- 2017 Aromitalia Vaiano (ab 14. Februar)
- 2018 Aromitalia Vaiano (bis 30. April)